# Geissanthus spectabilis
Geissanthus spectabilis là một loài thực vật có hoa trong họ Anh thảo. Loài này được Pipoly mô tả khoa học đầu tiên năm 1996.